# Liste der Monuments historiques in Fougères
Die Liste der Monuments historiques in Fougères führt die Monuments historiques in der französischen Stadt Fougères auf.

## Liste der Bauwerke
| Bezeichnung                                                                   | Beschreibung | Standort                                             | Kennzeichnung | Schutzstatus   | Datum          | Bild           |
| ----------------------------------------------------------------------------- | ------------ | ---------------------------------------------------- | ------------- | -------------- | -------------- | -------------- |
| Beffroi                                                                       |              | Rue du Beffroi (Lage)                                | PA00090555    | Classé         | 1922           | weitere Bilder |
| Kapelle Saint-Pierre d’Iné                                                    |              | 93, rue Duguay-Trouin (Lage)                         | PA00090556    | Classé         | 1982           |                |
| Burg                                                                          |              | Rue du Château Route de Rennes Place Raoul-II (Lage) | PA00090557    | Classé         | 1862 1928 1953 | weitere Bilder |
| Klarissenkloster                                                              |              | 21bis, rue de la Caserne (Lage)                      | PA00090558    | Inscrit        | 1965           | weitere Bilder |
| Kirche St-Léonard mit den Bleiglasfenstern Auferweckung des Lazarus und Pietà |              | Rue Porte-Saint-Léonard (Lage)                       | PA00090559    | Inscrit        | 1944           | weitere Bilder |
| Kirche St-Sulpice                                                             |              | Rue Le-Bouteiller (Lage)                             | PA00090560    | Classé         | 1910           | weitere Bilder |
| Hôtel de la Belinaye                                                          |              | Place du Tribunal 1 place Gambetta (Lage)            | PA00090561    | Inscrit        | 1928           | weitere Bilder |
| Hôtel de Ville                                                                |              | 2, rue Porte-Saint-Léonard (Lage)                    | PA00090562    | Inscrit        | 1926           | weitere Bilder |
| Haus                                                                          |              | 13, place du Marchix (Lage)                          | PA00090566    | Inscrit        | 1930           | weitere Bilder |
| Haus                                                                          |              | 15, place du Marchix (Lage)                          | PA00090567    | Inscrit        | 1930           | weitere Bilder |
| Haus                                                                          |              | 20, rue du Nançon (Lage)                             | PA00090568    | Inscrit        | 1931           |                |
| Museum Emmanuel-de-la-Villéon                                                 |              | 51, rue Nationale (Lage)                             | PA00090569    | Inscrit        | 1929           |                |
| Haus                                                                          |              | 6, rue de Lusignan (Lage)                            | PA00090565    | Inscrit        | 1931           |                |
| Haus                                                                          | abgerissen   | 4, rue de Lusignan (Lage)                            | PA00090564    | Inscrit        | 1931           |                |
| Haus                                                                          |              | 2, rue de Lusignan (Lage)                            | PA00090563    | Inscrit        | 1931           |                |
| Nördliche Stadtbefestigung                                                    |              | Ruelle des Vaux (Lage)                               | PA00090570    | Inscrit        | 1947           | weitere Bilder |
| Südwestliche Stadtbefestigung                                                 |              | Rue du Beffroi Rue Nationale (Lage)                  | PA00090571    | Inscrit        | 1946           | weitere Bilder |
| Theater Victor-Hugo                                                           |              | 2, place du Théâtre (Lage)                           | PA00090572    | Inscrit Classé | 1988 1990      | weitere Bilder |
| Tour Desnos                                                                   |              | Ruelle des Vaux (Lage)                               | PA00090573    | Inscrit        | 1926           | weitere Bilder |
| Tour du Four                                                                  |              | Rue du Four Rue du Marché (Lage)                     | PA00090574    | Inscrit        | 1926           |                |
| Tour Montfromery                                                              |              | Boulevard de Rennes 15, place du Théâtre (Lage)      | PA00090575    | Inscrit        | 1926           | weitere Bilder |
| Tour Nichot                                                                   |              | 67, rue de la Pinterie (Lage)                        | PA00090576    | Classé         | 1913           | weitere Bilder |
| Tour Papegaud                                                                 |              | Rue Porte-Saint-Léonard (Lage)                       | PA00090577    | Inscrit        | 1926           | weitere Bilder |
| Tour du Ravelin                                                               |              | Rue Porte-Saint-Léonard (Lage)                       | PA00090578    | Inscrit        | 1926           |                |

## Liste der Objekte

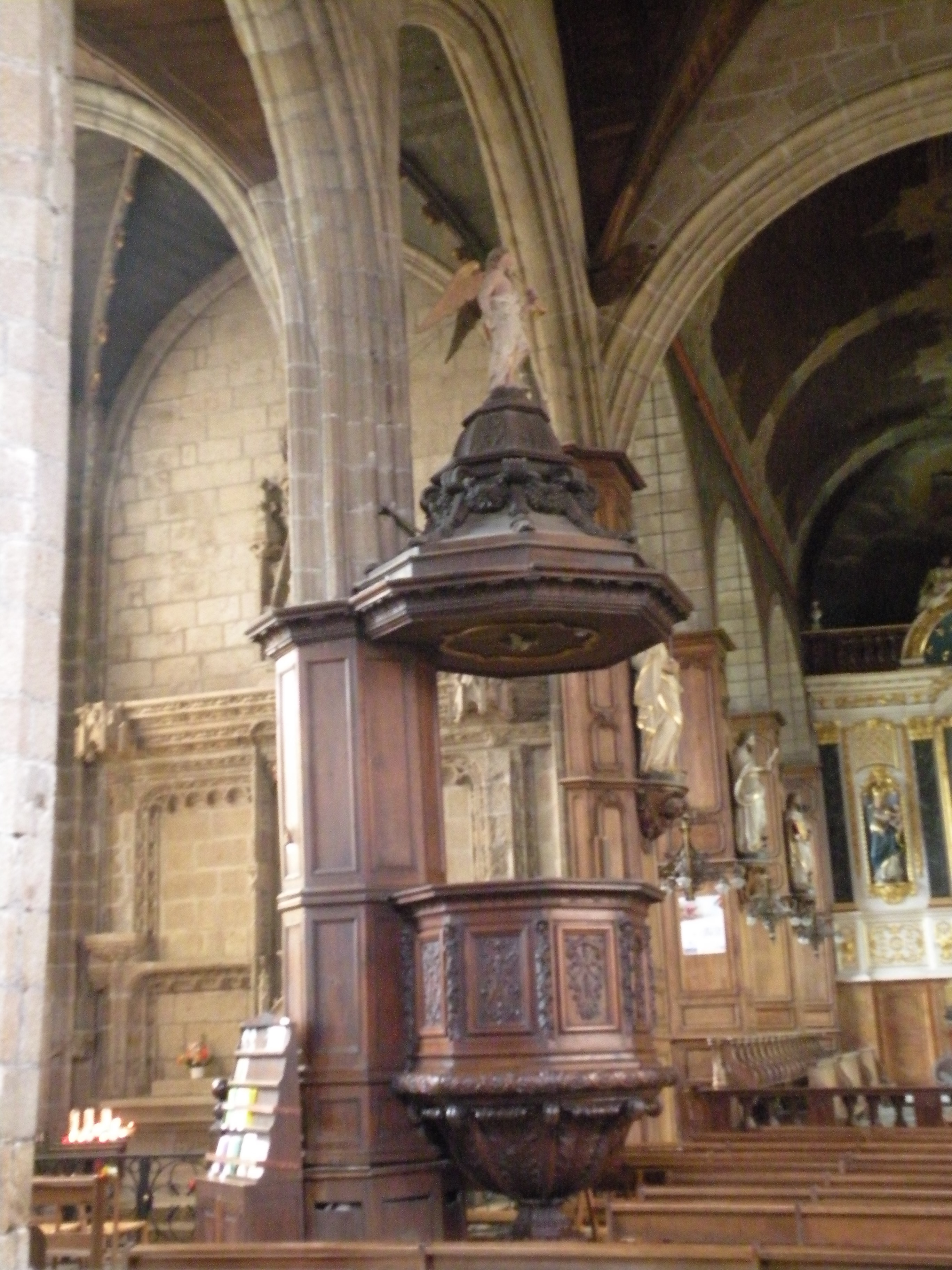
Kanzel (18. Jahrhundert) in der Kirche St-Sulpice

- Monuments historiques (Objekte) in Fougères in der Base Palissy des französischen Kultusministeriums

Siehe auch: Pietà (Fougères)